# Riksdagsvalget i Sverige 1936
Riksdagsvalget i Sverige 1936 var valget til den Sveriges Rigsdags Andra kammaren, valget blev afholdt den 20. september 1936.

## Valgresultat
| Parti                 | Parti                                                               | Partiledere             | Stemmer            | Stemmer | Stemmer | Mandatfordeling | Mandatfordeling |
| Parti                 | Parti                                                               | Partiledere             | Antal              | %       | +− %    | Antal           | +−              |
| --------------------- | ------------------------------------------------------------------- | ----------------------- | ------------------ | ------- | ------- | --------------- | --------------- |
|                       | Socialdemokraterna                                                  | Per Albin Hansson       | 1 338 120          | 45,9    | +4,2    | 112             | +10 *           |
|                       | Allmänna valmansförbundet                                           | Gösta Bagge             | 512 781            | 17,6    | −5,5    | 44              | −9 *            |
|                       | Bondeförbundet                                                      | Axel Pehrsson-Bramstorp | 418 840            | 14,3    | +0,2    | 36              | −1 *            |
|                       | Folkpartiet                                                         | Gustaf Andersson        | 376 161            | 12,9    | +0,8    | 27              | +2 *            |
|                       | Socialistiska partiet                                               | Nils Flyg               | 127 832            | 4,4     | −0,9    | 6               | −2 *            |
|                       | Sveriges kommunistiska parti                                        | Sven Linderot           | 96 519             | 3,3     | +0,3    | 5               | +3              |
|                       | Sveriges nationella förbund                                         | Elmo Lindholm           | 26 750             | 0,9     | —       | —               | -3 *            |
|                       | Nationalsocialistiska arbetarepartiet                               | Sven Olov Lindholm      | 17 483             | 0,6     | —       | —               | —               |
|                       | Svenska nationalsocialistiska partiet/Nationalsocialistiska blocket | Birger Furugård         | 3 025              | 0,1     | −0,5    | —               | —               |
|                       | Centerpartiet                                                       | N.A. Nilsson            | 96                 | 0,0     | −0,1    | —               | —               |
|                       | Øvrige partier                                                      | —                       | 146                | 0,0     | —       | —               | —               |
| Antal gyldige stemmer | Antal gyldige stemmer                                               | Antal gyldige stemmer   | 2 917 753          | 100,0   |         | 230             |                 |
| Ugyldige stemmer      | Ugyldige stemmer                                                    | Ugyldige stemmer        | 7 502              |         |         |                 |                 |
| Totalt                | Totalt                                                              | Totalt                  | 2 925 255 (74,5 %) |         |         |                 |                 |

Kilde: SCB: Riksdagsmannavalen 1933-1936 s. 63